# Kraschan

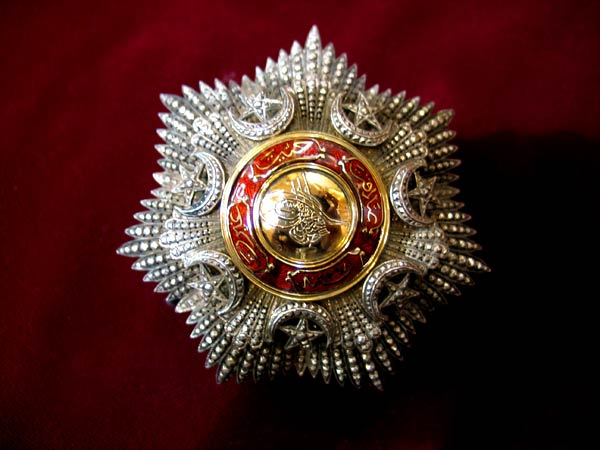
Ordenskraschan för turkiska Medjidijeorden, instiftad 1851.

Kraschan, ordensstjärna, bröststjärna, är ett högre ordenstecken, som fästs direkt på kläderna (det vill säga utan att hänga i ett särskilt band). Kraschanen har ofta formen av en stjärna, vilket återspeglas i den tyska benämningen "Bruststern" (bröststjärna). Även andra utformningar förekommer dock.

## Historik
Kraschanen introducerades under 1600-talet, och var då i regel broderad direkt på bärarens kläder (ofta en ordensdräkt eller mantel). Senare kom kraschanerna att, liksom andra ordenstecken, främst framställas i metall med eller utan emaljering.

## Bärande

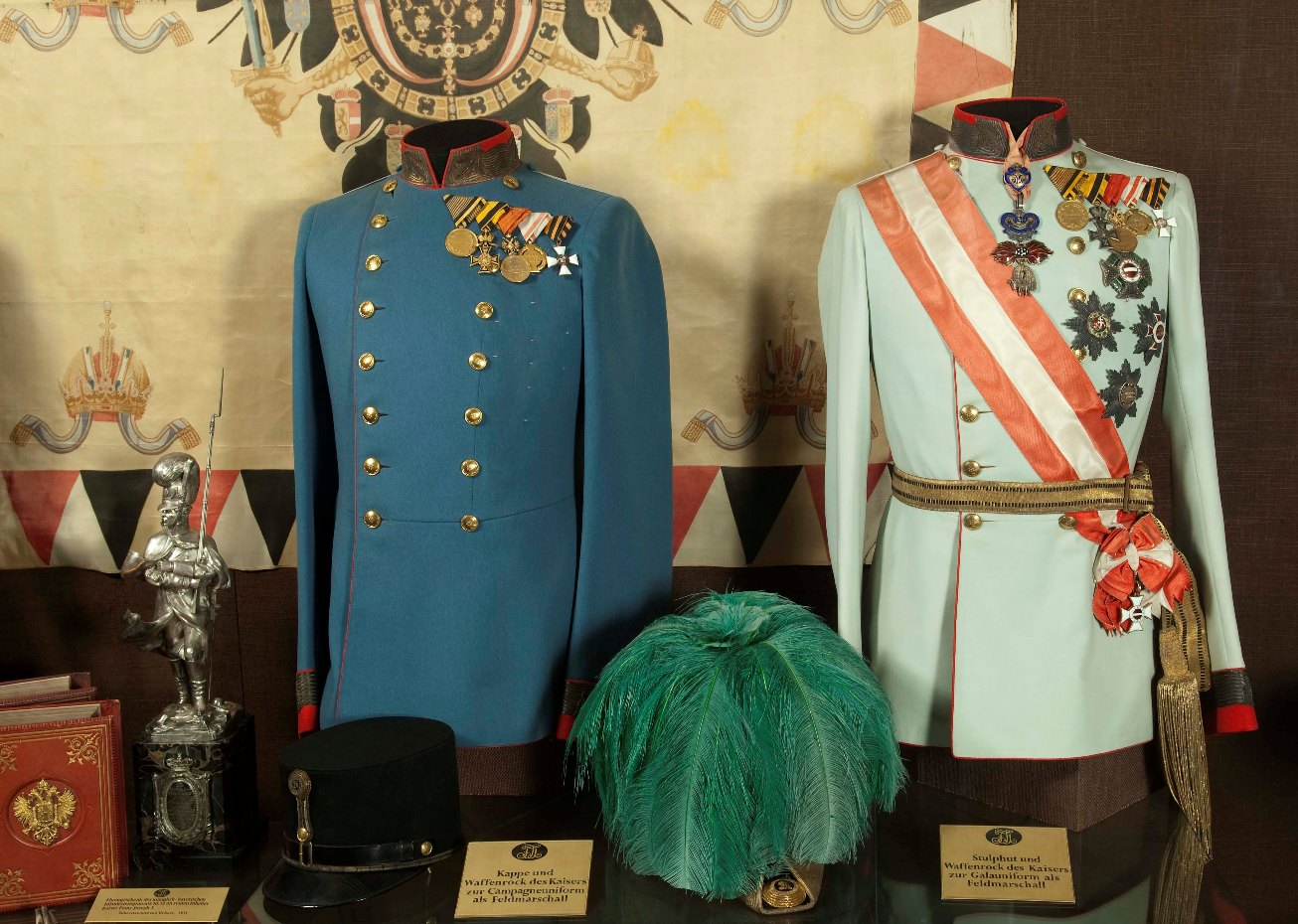
Vit galauniform i Österrike-Ungerns armé till vänster som tillhört Kejsar Frans Josef I, med 4 kraschaner.

Kraschaner bärs i regel på vänstra bröstsidans nedre halva. Tecknet har ett trubbigt spänne på baksidan, vilket fästs i förberedda tränsar på klädesplagget. Det anses, åtminstone i Sverige, inte lämpligt att bära fler än fyra kraschaner samtidigt.

## Svenska ordenskraschaner

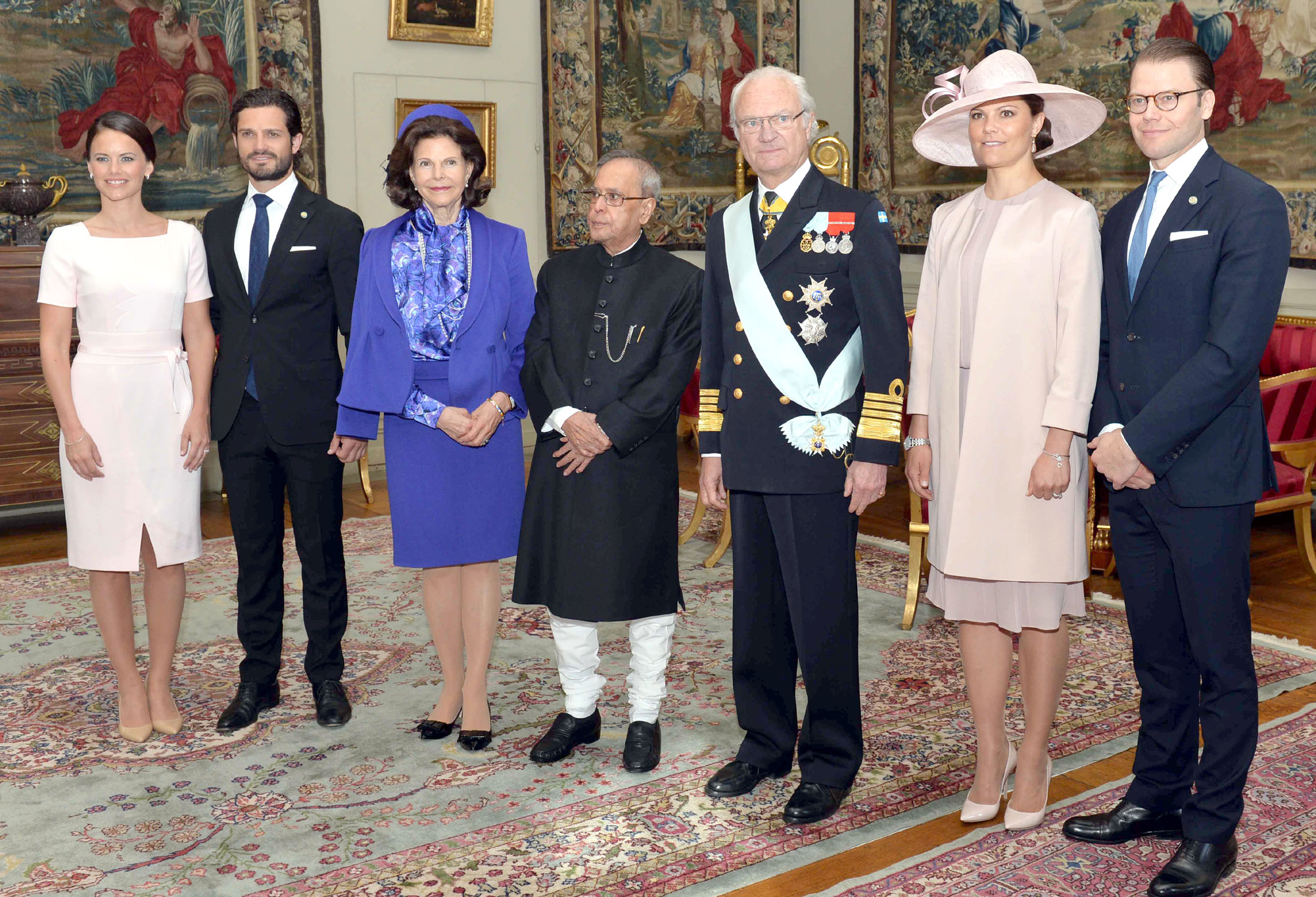
Kung Carl XVI Gustaf bär på uniformen två kraschaner, för Serafimerorden och Vasaorden.

För samtliga de svenska riddarordnarna finns kraschaner för vissa grader. För Svärds-, Nordstjärne- och Vasaorden bärs kraschan av innehavarna av kommendörs- respektive storkorsgraderna, för Serafimerorden, vilken endast har en klass, av samtliga innehavare.

## Etymologi
Ordet härrör från det franska crachat, som egentligen betyder ’spottloska’, till cracher, ’spotta’. Det är således ursprungligen en hånfull beteckning. En mer neutral benämning, också hämtad från franskan, är "plaque", vilken används av till exempel Nordisk familjebok.